# Франко Баттіато
Франко Баттіато (італ. Franco Battiato; 23 березня 1945, Йонія — 18 травня 2021, Міло) — італійський композитор, естрадний співак, музикант, художник і режисер.

## Біографія
Франческо Баттіато народився 23 березня 1945 року в муніципалітеті Йонія (нині Ріпосто) сицилійської провінції Катанія. У віці 20 років Франко переїхав до Мілана і в 1968 році підписав свій перший музичний контракт. Він досяг деякого успіху з романтичною піснею «È l'amore». Баттіато продовжував складати поп-музику, коли в 1970 році познайомився з музикантом-експериментатором Юрі Камісаска і став працювати разом з італійською психоделічною прогресив-рок-групою «Osage Tribe». Не забуваючи про сольні проекти, Франко випустив науково-фантастичний сингл «La convenzione», одну з найкращих прогресив-рок композицій 70-х років.
Починаючи з 1971 року, Баттіато майже цілком присвятив себе експериментальній електронній музиці, записавши серію платівок, які в той час не мали комерційного успіху і залишилися практично невідомими. Однак сьогодні за ними полюють колекціонери з усіх куточків світу. Завдяки поєднанню прогресив-року з вокалом, його музика ставала все більш експериментальною, рухаючись в напрямку таких незвичайних стилів, як конкретна музика і музичний мінімалізм. До цих напрямками належать його альбоми «Fetus» 1971-го, обкладинка з нього була віддана цензурі, «Pollution» 1972-го, «Sulle Corde di Aries» 1973-го, «Clic» 1974-го і «M.lle Le Gladiator» 1975 року. Альбом «Clic» значною мірою нагадує електронну музику американського композитора-мінімаліста Філіпа Ґласса і німецької рок-групи «Can».
У 1975-му музикант перейшов на лейбл «Dischi Ricordi», випустивши альбоми «Battiato» в 1975-му, «Juke Box» в 1976-му і «L'Egitto prima delle sabbie» в 1977-го, який отримав премію імені композитора Карлхайнца Штокхаузена в області сучасної музики. 80-ті роки для Баттіато пройшли під знаком диско та електронного рока, що здобув, нарешті, національне визнання і комерційний успіх.
Підписавши контракт з «EMI», він здебільшого відмовився від експериментів ранніх років і став писати музику, більш орієнтовану на широку аудиторію. У 1981 році його платівка «La voce del padrone» стала першим італійським альбомом, проданим тиражем більше одного мільйона примірників. Наступні його платівки, які містили тексти англійською, іспанською та арабською мовами на філософські та релігійні теми, подарували Баттіато славу одного з найбільш інтелектуальних музикантів країни. Починаючи з 1987 року, композитор склав кілька класичних опер, а 20 років тому він почав експериментувати з живописом, спочатку під псевдонімом Суфан Барзані, а потім і під власним ім'ям. У 2003-му Баттіато випустив свій перший кінофільм «Втрачена любов», для якого він також склав саундтрек. Картина завоювала «Срібну стрічку», італійську кінематографічну премію за «найкращий режисерський дебют».

## Джерело
- Офіційний сайт музиканта